# Ayumu Hirano
Ayumu Hirano (平野 歩夢?, Hirano Ayumu; Murakami, 29 novembre 1998) è uno snowboarder giapponese, vincitore della medaglia d'oro nell'halfpipe a Pechino 2022.

## Biografia
Specialista dell'halfpipe, ha esordito in Coppa del Mondo di snowboard vincendo la prova del 24 agosto 2013 a Cardrona, in Nuova Zelanda. In carriera ha vinto un oro e due argenti ai Giochi olimpici invernali e quattro medaglie, tra cui due ori, ai Winter X Games.

## Palmarès

### Olimpiadi
- 3 medaglie:
  - 1 oro (halfpipe a Pechino 2022)
  - 2 argenti (halfpipe a Soči 2014, halfpipe a Pyeongchang 2018)

### Winter X Games
- 5 medaglie:
  - 2 ori (superpipe a Oslo 2016; superpipe ad Aspen 2018)
  - 2 argenti (superpipe ad Aspen 2013; superpipe ad Aspen 2022)
  - 1 bronzo (superpipe ad Aspen 2025)

### Coppa del Mondo
- Miglior piazzamento nella classifica generale  di freestyle: 3° nel 2018 e nel 2022
- Vincitore della Coppa del Mondo di halfpipe nel 2022
- 10 podi:
  - 7 vittorie
  - 2 secondi posti
  - 1 terzo posto

#### Coppa del Mondo - vittorie
| Data             | Luogo            | Paese         | Disciplina |
| ---------------- | ---------------- | ------------- | ---------- |
| 24 agosto 2013   | Cardrona         | Nuova Zelanda | HP         |
| 9 dicembre 2017  | Copper Mountain  | Stati Uniti   | HP         |
| 21 dicembre 2017 | Secret Garden    | Cina          | HP         |
| 8 gennaio 2022   | Mammoth Mountain | Stati Uniti   | HP         |
| 15 gennaio 2022  | Laax             | Svizzera      | HP         |
| 16 dicembre 2023 | Copper Mountain  | Stati Uniti   | HP         |
| 20 dicembre 2024 | Copper Mountain  | Stati Uniti   | HP         |

Legenda:

HP = Halfpipe